# Eden District
Eden war ein District in der Grafschaft Cumbria in England, der nach dem Fluss Eden benannt war. Verwaltungssitz war die Stadt Penrith; ein weiterer bedeutender Ort war Appleby-in-Westmorland. Eden war mit einer Fläche von 2156 km² der viertgrößte Bezirk in England und mit 24 Einwohnern je km² der am dünnsten besiedelte. Ein großer Teil des Bezirks gehörte zum Lake-District-Nationalpark.
Bei der Gründung der neuen Grafschaft Cumbria am 1. April 1974 wurde der Bezirk aus Gebieten zweier verschiedener Grafschaften zusammengesetzt. Von Cumberland waren dies der Urban District Penrith sowie die Rural Districts Alston with Garrigill und Penrith. Von Westmorland kamen der Borough Appleby, ein Teil des Lakes Urban District und der Rural District North Westmorland.
Der District wurde zum 1. April 2023 aufgelöst und dann mit Barrow-in-Furness und South Lakeland zur neuen Unitary Authority Westmorland and Furness zusammengeschlossen.